# Sielsowiet bobrowski (rejon rylski)
Sielsowiet bobrowski (ros. Бобровский сельсовет) – jednostka administracyjna wchodząca w skład rejonu rylskiego w оbwodzie kurskim w Rosji.
Centrum administracyjnym sielsowietu jest dieriewnia Kuliga.

## Geografia
Powierzchnia sielsowietu wynosi 52,54 km².

## Historia
Status i granice sielsowietu zostały określone ustawami z 2004 i z 2010 roku.

## Demografia
W 2017 roku sielsowiet zamieszkiwało 173 mieszkańców.

## Miejscowości
W skład sielsowietu wchodzą miejscowości: Kuliga, Baramykowo, Bobrowo, Wierchnieje Łuchtonowo, Matochino, Pieriecełujewo.